# Discographie d'Ed Sheeran
La discographie du chanteur britannique Ed Sheeran se compose de sept albums studio, 19 EP et plus d'une soixantaine de singles.
Après avoir été artiste indépendant pendant six années, durant lesquelles il publie une dizane d'EP et participe à des titres d'autres artistes, Ed Sheeran sort son premier single en 2011, The A Team, suivi par son premier album, + (« Plus »), qui connaît aussitôt le succès.

Son album suivant, × (« Multiply »), sort en 2014 et se classe à la première place dans la plupart des pays, tout comme les albums ÷ (« Divide ») en 2017, No.6 Collaborations Project en 2019, = (« Equals ») en 2021 et - (« Substract ») en 2023.
Quatorze de ses singles se sont classés n°1 au Royaume-Uni, et plusieurs d'entre eux ont également atteint la première place de différents pays, comme Sing, Thinking Out Loud, Shape of You, Perfect, River (avec Eminem), I Don't Care (avec Justin Bieber), Bad Habits, Shivers et Merry Christmas (avec Elton John).
Ed Sheeran a été désigné par le Livre Guinness des records en 2022 comme l'artiste ayant le plus d'abonnés sur Spotify (près de 100 millions).
Au Royaume-Uni, pour la période 2014 (début de la prise en compte du streaming pour les charts) - 2024, Ed Sheeran compte neuf chansons dans le classement des cent meilleures ventes, dont trois parmi les cinq meilleures : Shape of You (no 1, avec 6,29 millions d'équivalents-ventes, Perfect (no 3), Thinking Out Loud (no 5), Castle on the Hill (no 14), Bad Habits (no 17), Photograph (no 36), Galway Girl (no 39), I Don't Care (no 61) et Shivers (no 71). En ce qui concerne les albums, Divide est la plus grosse vente, avec 4,26 millions d'équivalents-ventes. Quatre autres de ses albums figurent dans le classement des meilleures ventes : X, à la troisième place, Equals à la 28e, No.6 Collaborations Project à la 32e et + à la 37e. Dans ce pays, Ed Sheeran est en mars 2023 l'artiste cumulant le plus de chansons certifiées platine depuis l'an 2000 (en) pour 600 000 équivalents ventes (45), loin devant Drake (36) et Rihanna (34). Il est aussi celui qui cumule le plus de titres certifiés multi-platine (23), devant Rihanna (18) et Drake (12). Il cumule alors 10 titres certifiés au moins triple platine (1,8 million d'équivalents ventes), devant Justin Bieber (5), Lady Gaga (3) et Pharell (3). Avec The A Team, certifiée cinq fois platine en mars 2023, Ed Sheeran cumule six chansons ayant atteint au moins cette certification. Puis sept chansons un an plus tard lorsque Photograph est aussi certifiée cinq fois platine, huit titres en août 2024 lorsque Castle on the Hill obtient à son tour cette certification et neuf quand Shivers est certifiée cinq fois platine début mai 2025.
Début 2025, il obtient dans son pays son huitième album no 1 avec sa compilation +–=÷× (Tour Collection) et sa 49e semaine à la première place du classement hebdomadaire des albums. Seuls ont fait mieux : les Beatles (176 semaines), Elvis Presley (66) et Abba (58). ÷ reste à cette date son album le plus vendu au Royaume-Uni (4,33 millions de copies), devant x (3,9 millions), + (2,786 millions), = (1 159 660 équivalents ventes), No.6 Collaborations Project (1 065 124), - (205 756), +–=÷× (Tour Collection) (environ 120 000 équivalents ventes) et Autumn Variations (68 134). Loose Change, un EP sorti en 2010, atteint les cent mille équivalents ventes,. La compilation est certifiée platine quelques mois plus tard et = est certifié quatre fois platine en juillet 2025, pour 1,2 million d'équivalents ventes.

## Albums

### Albums studio
| Album                                                                  | Classements | Classements | Classements | Classements | Classements | Classements | Classements | Classements | Classements | Classements | Classements | Classements | Classements | Classements | Classements | Classements | Certifications                                                               |
| Album                                                                  | É-U         | CAN         | R-U         | IRL         | FRA         | ESP         | ITA         | SUI         | BE/W        | BE/F        | P-B         | ALL         | AUT         | SUE         | AUS         | N-Z         | Certifications                                                               |
| ---------------------------------------------------------------------- | ----------- | ----------- | ----------- | ----------- | ----------- | ----------- | ----------- | ----------- | ----------- | ----------- | ----------- | ----------- | ----------- | ----------- | ----------- | ----------- | ---------------------------------------------------------------------------- |
| + - Label : Atlantic Records, Asylum Records                           | 5           | 5           | 1           | 1           | 44          | 59          | 28          | 2           | 38          | 9           | 8           | 12          | 21          | 19          | 1           | 1           | : 3x Platine : 4x Platine : 9x Platine : Or : 3x Or : Diamant                |
| × - Label : Atlantic Records, Asylum Records                           | 1           | 1           | 1           | 1           | 5           | 10          | 2           | 1           | 8           | 2           | 1           | 1           | 2           | 1           | 1           | 1           | : 6x Platine : Diamant : 12x Platine : 2x Platine : 4x Platine : 10x Platine |
| ÷ - Label : Atlantic Records, Asylum Records                           | 1           | 1           | 1           | 1           | 1           | 1           | 1           | 1           | 2           | 1           | 1           | 1           | 1           | 1           | 1           | 1           | : 5x Platine : Diamant : 14x Platine : Diamant : 5x Platine : Diamant        |
| No.6 Collaborations Project - Label : Atlantic Records, Asylum Records | 1           | 1           | 1           | 1           | 2           | 1           | 2           | 1           | 1           | 1           | 1           | 2           | 1           | 1           | 1           | 1           | : Platine : 4x Platine : 3x Platine : Platine : Platine : 2x Platine         |
| = - Label : Atlantic Records, Asylum Records                           | 1           | 1           | 1           | 1           | 1           | 1           | 1           | 1           | 2           | 1           | 1           | 1           | 1           | 1           | 1           | 1           | : Platine : 4x Platine : 4x Platine : 3x Platine : Platine : Platine         |
| - - Label : Atlantic Records, Asylum Records                           | 2           | 2           | 1           | 1           | 1           | 4           | 2           | 1           | 1           | 1           | 1           | 1           | 1           | 1           | 1           | 1           | : Or : Or : Or                                                               |
| Autumn Variations - Label : Gingerbread Man Records / Atlantic Records | 4           | 4           | 1           | 2           | 5           | 15          | 15          | 2           | 2           | 2           | 1           | 1           | 1           | 3           | 1           | 2           |                                                                              |
| Play - Label : Gingerbread Man Records / Atlantic Records              |             |             |             |             |             |             |             |             |             |             |             |             |             |             |             |             |                                                                              |

### EP
- 2005 : The Orange Room
- 2006 : Ed Sheeran
- 2007 : Want Some?
- 2009 : You Need Me
- 2010 : Loose Change (en)
- 2010 : Songs I Wrote with Amy (en)
- 2010 : Live at the Bedford
- 2011 : No. 5 Collaborations Project (en)
- 2011 : One Take
- 2011 : iTunes Festival: London 2011
- 2011 : Thank You
- 2012 :  The Slumdon Bridge (en) (avec Yelawolf)
- 2012 :  iTunes Festival: London 2012
- 2014 : Live and in Session

## Singles

### Années 2010
| Année | Single                                                                               | Classements | Classements | Classements | Classements | Classements | Classements | Classements | Classements | Classements | Classements | Classements | Classements | Classements | Classements | Classements | Classements | Album                              |
| Année | Single                                                                               | É-U         | CAN         | R-U         | IRL         | FRA         | ESP         | ITA         | SUI         | BE/W        | BE/F        | P-B         | ALL         | AUT         | SUE         | AUS         | N-Z         | Album                              |
| ----- | ------------------------------------------------------------------------------------ | ----------- | ----------- | ----------- | ----------- | ----------- | ----------- | ----------- | ----------- | ----------- | ----------- | ----------- | ----------- | ----------- | ----------- | ----------- | ----------- | ---------------------------------- |
| 2010  | Raise 'em Up (avec Alonestar)                                                        | -           | -           | -           | -           | -           | -           | -           | -           | -           | -           | -           | -           | -           | -           | -           | -           |                                    |
| 2011  | If I Could (avec Wiley)                                                              | -           | -           | -           | -           | -           | -           | -           | -           | -           | -           | -           | -           | -           | -           | -           | -           | Chill Out Zone                     |
| 2011  | The A Team                                                                           | 16          | 29          | 3           | 3           | 43          | 44          | -           | 23          | -           | 18          | 2           | 9           | 19          | 27          | 2           | 3           | +                                  |
| 2011  | Young Guns (avec Levi White, Yasmin, Griminal et Devlin)                             | -           | -           | 86          | -           | -           | -           | -           | -           | -           | -           | -           | -           | -           | -           | -           | -           |                                    |
| 2011  | You Need Me, I Don't Need You                                                        | -           | -           | 4           | 19          | -           | -           | -           | -           | -           | -           | -           | -           | -           | -           | 74          | -           | +                                  |
| 2011  | Lego House                                                                           | 42          | 54          | 5           | 5           | -           | -           | -           | 59          | -           | 6           | 25          | 51          | 59          | -           | 4           | 5           | +                                  |
| 2012  | Drunk                                                                                | -           | -           | 9           | 7           | -           | -           | -           | -           | -           | -           | -           | -           | -           | -           | 9           | 23          | +                                  |
| 2012  | Small Bump                                                                           | -           | -           | 25          | 17          | -           | -           | -           | -           | -           | -           | -           | -           | -           | -           | 14          | 11          | +                                  |
| 2012  | Hush Little Baby (avec Wrecth 32)                                                    | -           | -           | 35          | 72          | -           | -           | -           | -           | -           | -           | -           | -           | -           | -           | -           | -           | Black and White                    |
| 2012  | Watchtower (avec Devlin)                                                             | -           | -           | 7           | 73          | 175         | -           | -           | -           | -           | -           | -           | -           | -           | -           | -           | -           | A Moving Picture                   |
| 2012  | Give Me Love                                                                         | -           | 94          | 18          | 10          | -           | -           | -           | -           | -           | 38          | 41          | 71          | 68          | -           | 9           | 12          | +                                  |
| 2012  | Wish You Were Here (avec Richard Jones, Nick Mason, Mike Rutherford et David Arnold) | -           | -           | 34          | 59          | -           | -           | -           | -           | -           | -           | -           | -           | -           | -           | -           | -           | A Symphony of British Music        |
| 2013  | All Falls Down (avec Alonestar)                                                      | -           | -           | -           | -           | -           | -           | -           | -           | -           | -           | -           | -           | -           | -           | -           | -           | Warrior                            |
| 2013  | Everything Has Changed (avec Taylor Swift)                                           | 32          | 28          | 7           | 5           | -           | -           | -           | -           | -           | -           | -           | -           | -           | -           | 28          | 22          | Red                                |
| 2013  | Old School Love (avec Lupe Fiasco)                                                   | 93          | 100         | -           | -           | -           | -           | -           | -           | -           | -           | -           | -           | -           | -           | 23          | 17          |                                    |
| 2013  | I See Fire                                                                           | -           | 21          | 13          | 8           | 72          | 47          | -           | 2           | 50          | 6           | 10          | 2           | 3           | 1           | 10          | 1           | Le Hobbit : La Désolation de Smaug |
| 2014  | Sing                                                                                 | 13          | 4           | 1           | 1           | 5           | 24          | 2           | 7           | 19          | 26          | 12          | 7           | 11          | 22          | 1           | 1           | x                                  |
| 2014  | Don't                                                                                | 9           | 7           | 8           | 11          | 41          | 46          | -           | 7           | 48          | 43          | 20          | 17          | 30          | 22          | 4           | 6           | x                                  |
| 2014  | Thinking Out Loud                                                                    | 2           | 2           | 1           | 1           | 4           | 2           | 3           | 3           | 8           | 6           | 1           | 6           | 2           | 2           | 1           | 1           | x                                  |
| 2014  | All About It (avec Hoodie Allen)                                                     | 71          | -           | -           | -           | -           | -           | -           | 34          | -           | -           | -           | 9           | 10          | -           | -           | 30          | People Keep Talking                |
| 2015  | Bloodstream (avec Rudimental)                                                        | -           | -           | 2           | 13          | -           | -           | -           | -           | -           | -           | 98          | -           | -           | -           | -           | 2           | x                                  |
| 2015  | Photograph                                                                           | 10          | 4           | 15          | 3           | 9           | 20          | 26          | 4           | 16          | -           | 30          | 4           | 4           | 20          | 9           | 8           | x                                  |
| 2015  | Lay It All on Me (avec Rudimental)                                                   | 48          | 29          | 12          | 5           | -           | 83          | 17          | 26          | 24          | 47          | 43          | 31          | 23          | 17          | 7           | 5           | We the Generation                  |
| 2017  | Castle on the Hill                                                                   | 6           | 2           | 2           | 2           | 3           | 10          | 3           | 2           | 25          | 2           | 2           | 2           | 2           | 2           | 2           | 2           | ÷                                  |
| 2017  | Shape of You                                                                         | 1           | 1           | 1           | 1           | 1           | 2           | 1           | 1           | 1           | 1           | 1           | 1           | 1           | 1           | 1           | 1           | ÷                                  |
| 2017  | Galway Girl                                                                          | 53          | 16          | 2           | 1           | 28          | 30          | 14          | 7           | 4           | 2           | 6           | 5           | 6           | 3           | 2           | 3           | ÷                                  |
| 2017  | Perfect                                                                              | 1           | 1           | 1           | 1           | 1           | 2           | 1           | 1           | 1           | 1           | 1           | 1           | 1           | 1           | 1           | 1           | ÷                                  |
| 2017  | Boa Me (avec Fuse ODG)                                                               | -           | -           | 52          | 99          | -           | -           | -           | -           | -           | -           | -           | -           | -           | -           | -           | -           | African Nation                     |
| 2017  | End Game (avec Taylor Swift et Future)                                               | 18          | 11          | 49          | 68          | -           | -           | -           | -           | -           | -           | -           | -           | -           | -           | 36          | -           | Reputation                         |
| 2017  | River (avec Eminem)                                                                  | 11          | 3           | 1           | 2           | 26          | 57          | 8           | 2           | 3           | 12          | 5           | 2           | 1           | 1           | 2           | 3           | Revival                            |
| 2018  | Happier                                                                              | 59          | 22          | 6           | 5           | 73          | 43          | 31          | 22          | 4           | 12          | 11          | 16          | 20          | 9           | 16          | 11          | ÷                                  |
| 2019  | I Don't Care (avec Justin Bieber)                                                    | 2           | 2           | 1           | 1           | 5           | 8           | 1           | 1           | 2           | 2           | 1           | 2           | 2           | 1           | 1           | 2           | No.6 Collaborations Project        |
| 2019  | Cross Me (avec Chance the Rapper et PnB Rock)                                        | 25          | 12          | 4           | 6           | 86          | 76          | 45          | 21          | -           | -           | 37          | 23          | 18          | 13          | 5           | 6           | No.6 Collaborations Project        |
| 2019  | Beautiful People (avec Khalid)                                                       | 13          | 6           | 1           | 2           | 34          | 53          | 30          | 7           | 4           | 5           | 6           | 5           | 7           | 3           | 4           | 30          | No.6 Collaborations Project        |
| 2019  | Blow (avec Chris Stapleton et Bruno Mars)                                            | 60          | 39          | -           | -           | -           | -           | -           | -           | -           | -           | 96          | 93          | -           | -           | 31          | -           | No.6 Collaborations Project        |
| 2019  | Best Part of Me (avec Yebba)                                                         | 99          | 44          | -           | -           | 162         | -           | -           | 40          | -           | -           | 62          | 55          | 38          | 41          | 17          | 13          | No.6 Collaborations Project        |
| 2019  | Antisocial (avec Travis Scott)                                                       | 37          | 17          | -           | -           | 102         | 95          | 53          | 40          | -           | -           | 23          | 23          | 15          | 21          | 11          | 9           | No.6 Collaborations Project        |
| 2019  | South of the Border (avec Camila Cabello et Cardi B)                                 | 49          | 14          | 4           | 6           | 75          | 61          | 52          | 19          | 22          | 36          | 14          | 33          | 38          | 14          | 12          | 14          | No.6 Collaborations Project        |
| 2019  | Take Me Back to London (avec Stormzy)                                                | -           | 59          | 1           | 7           | -           | -           | -           | -           | -           | -           | 69          | 68          | -           | 44          | 29          | 29          | No.6 Collaborations Project        |
| 2019  | Amo Soltanto Te (avec Andrea Bocelli)                                                | -           | -           | -           | -           | -           | -           | -           | -           | -           | -           | -           | -           | -           | -           | -           | -           | Sì                                 |
| 2019  | Own It (avec Stormzy et Burna Boy)                                                   | -           | 82          | 1           | 2           | -           | -           | -           | 27          | -           | -           | 25          | 75          | 57          | 30          | 40          | -           | Heavy is the Head                  |

### Années 2020
| Année | Single                                                  | Classements | Classements | Classements | Classements | Classements | Classements | Classements | Classements | Classements | Classements | Classements | Classements | Classements | Classements | Classements | Classements | Album                   |
| Année | Single                                                  | É-U         | CAN         | R-U         | IRL         | FRA         | ESP         | ITA         | SUI         | BE/W        | BE/F        | P-B         | ALL         | AUT         | SUE         | AUS         | N-Z         | Album                   |
| ----- | ------------------------------------------------------- | ----------- | ----------- | ----------- | ----------- | ----------- | ----------- | ----------- | ----------- | ----------- | ----------- | ----------- | ----------- | ----------- | ----------- | ----------- | ----------- | ----------------------- |
| 2020  | Those Kinda Nights (avec Eminem)                        | 31          | 22          | 12          | 20          | 115         | -           | 37          | 12          | -           | -           | 49          | -           | 37          | 20          | 25          | 30          | Music to Be Murdered By |
| 2020  | Afterglow                                               | 29          | 10          | 2           | 2           | 129         | 77          | 16          | 2           | 8           | 5           | 15          | 10          | 5           | 13          | 7           | 12          |                         |
| 2021  | Bad Habits                                              | 2           | 1           | 1           | 1           | 4           | 26          | 6           | 1           | 1           | 1           | 2           | 1           | 1           | 2           | 1           | 1           | =                       |
| 2021  | Shivers                                                 | 4           | 2           | 1           | 1           | 10          | 37          | 12          | 1           | 4           | 2           | 6           | 1           | 1           | 1           | 2           | 3           | =                       |
| 2021  | Overpass Graffiti                                       | 41          | 23          | 4           | 4           | 64          | 81          | 66          | 13          | 11          | 11          | 28          | 17          | 20          | 19          | 8           | 10          | =                       |
| 2021  | Merry Christmas (avec Elton John)                       | 42          | 16          | 1           | 1           | 26          | -           | 38          | 1           | 11          | 1           | 11          | 4           | 4           | 3           | 10          | 11          | =                       |
| 2021  | Sausage Rolls for Everyone (avec Elton John et LadBaby) | -           | -           | 1           | 41          | -           | -           | -           | -           | -           | -           | -           | -           | -           | -           | 48          | -           |                         |
| 2021  | Peru (avec Fireboy DML)                                 | 53          | 37          | 2           | 7           | 28          | -           | -           | 31          | -           | -           | 11          | -           | -           | 35          | -           | -           | =                       |
| 2022  | The Joker and the Queen (avec Taylor Swift)             | 21          | 12          | 2           | 5           | 170         | -           | -           | 19          | -           | 11          | 78          | 37          | 35          | 27          | 11          | 26          | =                       |
| 2022  | Bam Bam (avec Camila Cabello)                           | 21          | 4           | 7           | 4           | 7           | 22          | 12          | 3           | 2           | 7           | 6           | 12          | 7           | 29          | 11          | 21          | Familia                 |
| 2022  | Sigue (avec J Balvin)                                   | 89          | 63          | 96          | 87          | -           | 76          | 88          | 34          | 47          | -           | 95          | -           | -           | 99          | -           | -           |                         |
| 2022  | Forever My Love (avec J Balvin)                         | -           | -           | -           | -           | -           | -           | -           | 49          | -           | -           | -           | -           | -           | -           | -           | -           |                         |
| 2022  | 2step                                                   | 48          | 21          | 9           | 9           | 35          | -           | 24          | 30          | 13          | 22          | 71          | 49          | 39          | 15          | 40          | -           | =                       |
| 2022  | For My Hand (avec Burna Boy)                            | -           | 63          | 18          | 47          | 173         | -           | -           | 59          | -           | -           | 25          | -           | -           | 38          | -           | -           | Love, Damini            |
| 2022  | Are You Entertained (avec Russ)                         | 97          | 41          | 47          | 43          | -           | -           | -           | 36          | -           | -           | 79          | -           | -           | 52          | 45          | 20          |                         |
| 2022  | Noche de Novela (avec Paulo Londra)                     | -           | -           | -           | -           | -           | -           | -           | -           | -           | -           | -           | -           | -           | -           | -           | -           | Back to the Game        |
| 2022  | My G (avec Aitch)                                       | -           | -           | 6           | 32          | -           | -           | -           | -           | -           | -           | -           | -           | -           | -           | -           | -           | Close to Home           |
| 2022  | Groundwork (avec Big Narstie et Papoose)                | -           | -           | -           | -           | -           | -           | -           | -           | -           | -           | -           | -           | -           | -           | -           | -           |                         |
| 2022  | Celestial                                               | -           | 63          | 6           | 23          | 73          | -           | 88          | 16          | -           | 7           | 36          | 46          | 28          | 27          | 35          | -           |                         |
| 2022  | Call on Me (avec Vianney)                               | -           | -           | -           | -           | 30          | -           | -           | 33          | 9           | -           | -           | -           | -           | -           | -           | -           | = (édition française)   |
| 2023  | F64                                                     | -           | -           | 50          | 64          | -           | -           | -           | 77          | -           | -           | -           | -           | -           | 65          | -           | -           |                         |
| 2023  | Eyes Closed                                             | 19          | 4           | 1           | 4           | 32          | -           | 45          | 7           | 2           | 2           | 12          | 13          | 7           | 10          | 6           | 10          | -                       |
| 2023  | Boat                                                    | -           | 71          | 15          | 21          | -           | -           | -           | 35          | -           | -           | 86          | -           | -           | 69          | 48          | 23          | -                       |
| 2023  | Life Goes On (avec Luke Combs)                          | 66          | 27          | 29          | 21          | -           | -           | -           | -           | -           | -           | -           | -           | -           | -           | 23          | 33          | -                       |
| 2023  | A Beautiful Game                                        | -           | -           | -           | -           | -           | -           | -           | -           | -           | -           | -           | -           | -           | -           | -           | -           |                         |
| 2023  | American Town                                           | -           | -           | 27          | 46          | -           | -           | -           | 43          | -           | 15          | 77          | -           | -           | 24          | 86          | -           | Autumn Variations       |
| 2023  | The Great British Bar Off (avec Devlin)                 | -           | -           | -           | -           | -           | -           | -           | -           | -           | -           | -           | -           | -           | -           | -           | -           | The James Devlin Album  |
| 2025  | Azizam                                                  |             |             | 3           |             |             |             |             |             |             |             |             |             |             |             |             |             | Play                    |
| 2025  | Old Phone                                               |             |             | 17          |             |             |             |             |             |             |             |             |             |             |             |             |             | Play                    |
| 2025  | Sapphire                                                |             |             | 5           |             |             |             |             |             |             |             |             |             |             |             |             |             | Play                    |
| 2025  | A Little More                                           |             |             |             |             |             |             |             |             |             |             |             |             |             |             |             |             | Play                    |

## DVD/Blu-ray
- 13 novembre 2015 : Jumpers for Goalposts : Live at Wembley Stadium